# Кубок Франції з футболу 1917—1918
Кубок Франції з футболу 1917—1916, офіційна назва Кубок Шарля Сімона (фр. Coupe Charles–Simon) — перший розіграш турніру. Змагання було відкритим для всіх клубів, які були членами Міжфедерального комітету Франції (CFI). Кубок був названий на честь Шарля Сімона, генерального секретаря CFI на початку Першої світової війни, який загинув у бою в 1915 році. 48 клубів зареєструвались для участі в змаганнях. Близько половини з них представляли Париж і його околиці. Також виступали команди з Ліонне, Бургундії, Бретані та півдня Франції, а ось представники північних регіонів не могли брати участь, у зв'язку з бойовими діями, що все ще велись на деяких територіях.
Переможцем змагань став столичний клуб «Олімпік» (Париж), який у фіналі переміг ФК «Ліон» з рахунком 3:0.

## Перший раунд
| Команда 1                      | Рахунок  | Команда 2             |
| ------------------------------ | -------- | --------------------- |
| 7 жовтня 1917                  |          |                       |
| Альянс Велоспорту              | 6–1      | Осер                  |
| Кліши                          | 4–1      | Авені Жентіллі        |
| УА Коньяк                      | 1–0      | Медок                 |
| Ренсі Спортс                   | 4–3      | СА Булонне            |
| Олімпік Сент-Шамоне            | 2–4      | АС Ліон               |
| Олімпійський Університет Ліона | 4–1      | Авейл Спортіф Діжон   |
| ЕС Мон-де-Марсан               | 3–1      | ІСС Тулуза            |
| Легіон Сент-Мішель             | 8–0      | УС Вольтер            |
| Парі Стар                      | 3–1      | Лондон Кантрі СК      |
| Расінг Клуб Франсе             | 7–0      | Маргарита Клуб Весіне |
| Стандарт АК Париж              | 5–1      | Шампіонне Спортс      |
| Тур Овернь                     | 8–0      | Ентенте Ренн          |
| Жене ШомонJ                    | 1–3      | СС Стад Жан Масе      |
| СА Вітрі                       | 2–3, +:- | Брітіш Евіейшн ФК     |
| Кадети Бретані                 | 4–0      | УС Ле-Ман             |
| Олімпік Марсель                | 7–0      | Еркулес Монако        |

## 1/16 фіналу
| Команда 1                             | Рахунок | Команда 2                      |
| ------------------------------------- | ------- | ------------------------------ |
| 4 листопада 1917                      |         |                                |
| АС Брест                              | 4–1     | Тур Овернь                     |
| Ренсі Спортс                          | 7–0     | СА Вітрі                       |
| ФК Ліон                               | 2–2     | АС Ліон                        |
| Альянс Велоспорту                     | 2–3     | Олімпійський Університет Ліона |
| Олімпік Марсель                       | 2–0     | СС Терро                       |
| ЕС Мон-де-Марсан                      | 5–1     | УА Коньяк                      |
| Олімпік Пантен                        | 4–1     | Легіон Сен-Мішель              |
| АС Франсез                            | 13–0    | УСА Кліши                      |
| СА Париж                              | 6–1     | СА 14 округ                    |
| СА Сосьєте Женераль                   | 5–0     | Стад Франсе                    |
| Клуб Франсе                           | 2–2     | Стандарт АК Париж              |
| Етуаль До Лак                         | 2–1     | Галлія Клуб Париж              |
| Парі Стар                             | 2–1     | Патронаж Оліє                  |
| Гавр АК                               | 0–5     | Расінг Клуб Франсе             |
| Ренн                                  | 3–1     | Кадети Бретані                 |
| УС Свіс Париж                         | 15–0    | СКК Стад Жан Масе              |
| Перегравання. 18 листопада 1917       |         |                                |
| АС Ліон                               | 1–1     | ФК Ліон                        |
| Стандарт АК Париж                     | 1–5     | Клуб Франсе                    |
| Друге перегравання. 25 листопада 1917 |         |                                |
| ФК Ліон                               | 5–0     | АС Ліон                        |

## 1/8 фіналу
| Команда 1                      | Рахунок | Команда 2        |
| ------------------------------ | ------- | ---------------- |
| 2 грудня 1917                  |         |                  |
| Ренсі Спортс                   | 2–0     | ЕС Мон-де-Марсан |
| Олімпік Марсель                | 0–2     | ФК Ліон          |
| Олімпійський Університет Ліона | 1–5     | Олімпік Пантен   |
| АС Франсез                     | 8–1     | Етуаль До Лак    |
| СА Сосьєте Женераль            | 11–0    | Парі Стар        |
| Клуб Франсе                    | 3–1     | УС Свіс Париж    |
| Расінг Клуб Франсе             | 4–1     | СА Париж         |
| Ренн                           | 7–3     | АС Брест         |

## Чвертьфінали
| Переможці           | Рахунок    | Переможені         |
| ------------------- | ---------- | ------------------ |
| 3 лютого 1918       |            |                    |
| ФК Ліон             | 2:1        | Ренн               |
| Олімпік Пантен      | 3:2 (д.ч.) | Клуб Франсе        |
| АС Франсез          | 4:2        | Расінг Клуб Франсе |
| СА Сосьєте Женераль | 4:1        | Ренсі Спортс       |

## Півфінали
| 3 березня 1918 |         |                     |
| Переможці      | Рахунок | Переможені          |
| Олімпік Пантен | 2:1     | СА Сосьєте Женераль |
| ФК Ліон        | 1:0     | АС Франсез          |

## Фінал
| 5 травня 1918 |

| Олімпік Пантен            | 3 — 0 | ФК Ліон |
| ------------------------- | ----- | ------- |
| 20', 40' Фіве 60' Девакез |       |         |

| «Олів'є де Серр», Париж Глядачів: 2000 Арбітр: Жак Баттайль |

| Олімпік |               |
|         |               |
| ВР      | Рене Деко     |
| ЗХ      | Тео Ван Рое   |
| ЗХ      | Луї Лабрехт   |
| ПЗ      | Генк Ван Стек |
| ПЗ      | Шарль Оліван  |
| ПЗ      | Жульєн Ліна   |
| НП      | Жуль Девакез  |
| НП      | Поль Ландауер |
| НП      | Луї Дарке (к) |
| НП      | Альбер Фіве   |
| НП      | Анрі Делуа    |
| Тренер: |               |
| Х       |               |

| Ліон    |                  |
|         |                  |
| ВР      | Поль Вебер       |
| ЗХ      | Луї Орвен        |
| ЗХ      | Андре Беллон     |
| ПЗ      | Луї Аллеман      |
| ПЗ      | Роже Ебрар (к)   |
| ПЗ      | Моріс Меньє      |
| НП      | Алексіс Соліньяк |
| НП      | Жак Сальмсон     |
| НП      | Анрі Бард        |
| НП      | Андре Веббер     |
| НП      | Жорж Річі        |
| Тренер: |                  |
| Х       |                  |